# Sphaenorhynchus caramaschii
Sphaenorhynchus caramaschii é uma espécie de anfíbio da família Hylidae. Endêmica do  Brasil, onde pode ser encontrada nos estados de São Paulo, Paraná e Santa Catarina.